# Flugunfall bei Eloy 2014
Der Flugunfall bei Eloy 2014 ereignete sich am 21. Februar 2014, als ein Fallschirmspringer der United States Air Force nach einem vorzeitigen Auslösen seines Fallschirms durch den Ventilationsspalt einer Short SC-7 Skyvan der SkyDive Arizona gesogen und dabei tödlich verletzt wurde.

## Maschine
Bei der betroffenen Maschine handelte es sich um ein Regionalverkehrsflugzeug vom Typ Shorts SC-7 Skyvan III-200 aus britischer Produktion. Die betroffene Maschine mit der Werknummer 1927 wurde im Jahr 1974 gebaut und zunächst mit dem Luftfahrzeugkennzeichen G-BBYF auf den Hersteller zugelassen. Später ging das Flugzeug mit dem Kennzeichen PK-PSM an die indonesische Fluggesellschaft Pelita Air Service. Zu einem späteren Zeitpunkt wurde es als PK-DJK bei der Gatari Air Service betrieben. Am 2. November 2004 wurde die Maschine mit dem Kennzeichen N46LH wieder in den USA zugelassen und durch das Unternehmen Para Drop für Fallschirmsprünge eingesetzt. Ab dem 21. Januar 2012 war die Maschine auf die Skyventure Arizona LLC zugelassen. Das zweimotorige Kurzstreckenflugzeug war mit zwei Turboproptriebwerken des Typs Garrett TPE331-2 ausgestattet.

## Besatzung, Passagiere und Flugplan
An Bord der Maschine befanden sich ein Pilot als einziges Besatzungsmitglied sowie zehn Fallschirmspringer. Der Absprung sollte etwa 15 Minuten nach dem Start durchgeführt werden. Es handelte sich um den zweiten Flug des Tages. Der später verunglückte Fallschirmspringer war im Rang des Jumpmaster und gehörte damit zu den erfahreneren Fallschirmjägern. Er gehörte dem 17th Special Tactics Squadron in Fort Benning, Georgia, an und trug zum Unfallzeitpunkt ein Freifallsystem MC-4.

## Unfallhergang
Auf dem Weg zum Absprungort stand der später verunglückte Fallschirmspringer in einer Flughöhe von 9.700 Fuß über Meereshöhe auf und gab als Absetzer die Anweisung zur Sprungvorbereitung mit Absprung in zehn Minuten. Er gab die Anweisung zum Anlegen der Fallschirme, öffnete den aus Plexiglas bestehenden Ventilationsspalt im Boden und nahm auf dem Sitz unmittelbar daneben Platz, um seinen eigenen Fallschirm anzulegen. Während er dies tat, löste er versehentlich seinen Reservefallschirm aus, der augenblicklich durch den Ventilationsspalt herausgesogen wurde, der jedoch für ein sicheres Verlassen der Maschine durch einen Menschen zu klein war. Der Fallschirmspringer wurde daraufhin binnen zwei Sekunden gewaltsam aus der Maschine herausgezogen, wobei sein Gurtzeug abgerissen und die Frachttür der Maschine beschädigt wurde. Der Fallschirmspringer wurde bei dem Vorgang augenblicklich getötet und schwebte mit seinem vollausgelösten Reservefallschirm zu Boden. Dem Piloten gelang eine sichere Rückkehr zum Startflughafen. Dieser und die verbliebenen neun Fallschirmspringer blieben unverletzt.

## Unfalluntersuchung
Als Unfallursache wurde das versehentliche Auslösen des Reservefallschirms durch den Jumpmaster ermittelt. Das Öffnen des Ventilationsspaltes wurde als beitragender Faktor angegeben. Befragungen von Fallschirmspringern ergaben, dass die Risiken eines Öffnens des Ventilationsspaltes im Boden im Flug grundsätzlich nicht erkannt oder unterschätzt wurden. Die Ermittler stellten fest, dass die Stelle, an der sich die Bügel des Auslösesystems befanden sowie deren Design einerseits dazu führen konnten, dass Fallschirmspringer beim Anlegen ihrer Ausrüstung versehentlich den Fallschirm auslösten. Ferner habe das System zu Verwechslungen führen können, wodurch es möglich war, dass Fallschirmspringer versehentlich ihre Ausrüstung am Auslösebügel des Reservefallschirms anstatt am dafür vorgesehenen Haltebügel befestigten. Als wesentlicher Grund für den Unfall kann angenommen werden, dass das Gurtzeug mit Fallschirm erst in der Maschine vor dem Sprung angelegt wurde, und nicht schon am Boden mit einer entsprechenden Überprüfung durch den Absetzer, und dieser durch einen erfahrenen zweiten Springer, so wie es in Deutschland üblich ist.